# Драмсоюз
ДРАМСОЮЗ (Драматический союз) — общество драматических и музыкальных писателей и композиторов с центром в Санкт-Петербурге, Петрограде, Ленинграде.

## История
Существовало с 1904 по 1930 гг. Возникло в результате раскола в 1904 году Общества русских драматических писателей и оперных композиторов. В 1930 году, наряду с МОДПИК (Московским обществом драматических писателей и композиторов), вошло во Всероскомдрам.
Драмсоюз после ВОСР состоял в ведении Главискусства Наркомпроса РСФСР. Так, агенты Главискусства занимались сбором авторских гонораров для членов Драмсоюза за публичное исполнение их произведений. Гонорар был определён  властями как заработная плата членов Драмсоюза. Сбором гонорара занимались агенты Драмсоюза, получавшие определённый  процент от собранной суммы.
В состав Драмсоюза входила церковная (хоровая) секция. Эта секция оказывала поддержку людям, трудившимся на церковном поприще - например, церковным регентам и композиторам.
При большевиках Драмсоюз особо отличился сбором авторских гонораров с Русской Православной Церкви. Так, постановили, что церкви должны платить за исполнение «музыкальных и вокальных произведений композиторов» авторский гонорар в размере 5% с заработка исполнителей, т. е. церковного хора, или, как значилось в инструкции, «работников искусств, участвующих в художественной части предприятия» (т. е. богослужения). Если же хор пел бесплатно или пели псаломщик, диакон и священник, то плата не взималась. Не облагались сбором произведения Чайковского, Бортнянского, Львова, но предписывалось перечислять в Наркомпрос гонорары за исполнение произведений таких композиторов, как Ломакин, Сарти, Бахметьев, Кануппи, Иванов, Строкин, Соколов, Кюи, Балакирев, Глинка, Викторов, Соломатин, Аренский, Полуэктов, Львовский, Васильев, Скворцов и других. Таким образом, деньги с Русской Православной Церкви получал не только Драмсоюз, но и Наркомпрос.
Гонорар взыскивался с церковно-приходских советов (ЦПС). В результате возникло противостояние между собирателями гонорара и плательщиками - церковными приходами, которые считали сбор авторского гонорара с церквей абсурдным, обращались к советским властям - в суды, госучреждения, печать - с просьбой обосновать законность сбора. Тем не менее, деньги с церквей Драмсоюз собирал вплоть до 1930 года, когда была выпущена, 20 июля, секретная инструкция к Постановлению ВЦИК и СНК «О религиозных объединениях», запрещавшая сбор за песнопения в церквях под видом авторского гонорара.

## Администрация и сотрудники
- Александров, Александр Васильевич[2];
- Астафьев А. Н.[2];
- Богемский, Дмитрий Анисимович — эстрадная секция;
- Булгаков, Михаил Афанасьевич[5];
- Гречанинов, Александр Тихонович[2];
- Извеков, Георгий Яковлевич - хоровая секция;
- Ипполитов-Иванов, Михаил Михайлович[2];
- Мясников Ф. В.[2];
- Чесноков, Павел Григорьевич[2];
- Рютов Г. И.[2];
- Никольский, Александр Васильевич[2];
- Сахновский, Юрий Сергеевич[2];
- Шведов, Константин Николаевич[2];